# Pistolet Walther PP Super
Walther PP Super – niemiecki pistolet samopowtarzalny skonstruowany w latach 70. XX wieku.
Na początku lat 70. w Niemczech skonstruowano nowy nabój 9 mm Police. Zgodnie z założeniami nowy nabój miał mieć energię wylotową wyższą niż powszechnie używany 9 mm Short, a jednocześnie mógł zasilać pistolety działające na zasadzie odrzutu zamka swobodnego.
W 1972 roku firma Walther zaprezentowała pistolet PP Super zasilany amunicją 9 mm Police. Nazwa nowej broni wyraźnie nawiązywała do produkowanego od 1929 roku pistoletu Walther PP. Nowa broń nie odniosła jednak sukcesu. W połowie lat 70. większość jednostek policji przyjęła jako standard silniejszą amunicje 9 mm Parabellum i zasilane nią pistolety Walther P4, Walther P5, SIG-Sauer P6 i HK P7. PP Super został przyjęty do uzbrojenia tylko przez bawarską policję. W rezultacie firma Walther zakończyła produkcję koncentrując się na zasilanych silniejszym nabojem P4 i P5.

## Opis
Walther PP Super jest indywidualną bronią samopowtarzalną. Zasada działania oparta na odrzucie zamka swobodnego. Po wystrzeleniu ostatniego naboju zamek zatrzymuje się w tylnym położeniu. Zamek zwalniany dźwignią z lewej strony szkieletu. Pistolet nie posiada zewnętrznego bezpiecznika nastawnego, na lewej stronie zamka znajduje się dźwignia zwalniacza kurka. Kurkowy mechanizm spustowy SA/DA umożliwia strzelanie ogniem pojedynczym. Otwarte przyrządy celownicze składają się z muszki i szczerbinki. Pistolet zasilany jest z magazynków pudełkowych o pojemności 7 naboi.